# Пратибха Патил
Пратибха Девисингх Патил (марати: प्रतिभा देवीसिंह पाटील, Pratibhā Pāṭīl IAST, на английски: Pratibha Devisingh Patil, род. 19 декември 1934 г., Нагдаон, Бомбайско президентство, Британска Индия, Британска империя) е индийски държавник и политик, 12-ият президент на Индия, първата жена на този пост в историята на страната. Избрана е за президент на 19 юли 2007 г. от избирателна колегия, състояща се от членове на федералния парламент и събранията на щатите; встъпва в длъжност на 25 юли 2007 г., заменяйки Абдул Калам. На 25 юли 2012 г. Пранаб Кумар Мукерджи я заменя в длъжността президент на Индия.
Член е на Индийския национален конгрес, била е губернатор на Раджастан от 2004 до 2007 г. и член на Лок Сабха от 1991 до 1996 г.

## Биография
Пратибха Патил е родена в семейство на маратхи. Получава образованието си отначало в град R. R. Vidyalaya, а впоследствие получава магистърска степен по политически науки и икономика от Mooljee Jetha College в Джалгаон (тогава към университета Poona), а след това и бакалавърска степен по право от Държавния юридически колеж, Бомбай, афилиран с Университета на Бомбай (сега Мумбайски университет).
Влиза в политиката през 1962 г., когато става депутат в Законодателното събрание на Махаращра от Индийския национален конгрес (ИНК).
През 1967 – 1978 г. заема различни длъжности в правителството на щата.
След разцеплението на ИНК през 1978 г., последвало поражението на Индира Ганди на парламентарните избори през 1977 г., П. Патил, оставайки вярна на семейство Неру-Ганди, става лидер на опозицията в законодателното събрание на щата. След завръщането на Ганди на власт в страната през 1980 г. мнозина смятат П. Патил за най-вероятния кандидат за поста главен министър на Махаращра, но предпочитанието е дадено на протежето на Санджай Ганди А. Р. Антулай.
През 1985 – 1990 г. е депутат в Раджа Сабха (горната камара на федералния парламент) (през 1986 – 1988 г. е заместник-председател на Раджа Сабха); през 1991 – 1996 г. е член на Lok Sabha (долната камара) от област Амравати.
През 1996 – 2004 г. практически не участва в политическия живот на страната.
След победата на коалицията, водена от ИНК на общите избори през 2004 г., тя е назначена за губернатор на щата Раджастан (възниква уникална ситуация, когато всички най-високи политически постове в щата са заети от жени – главен министър е Васундхара Радже, а говорител на Законодателното събрание – Сумитра Сингх). Най-известното събитие по време на мандата на Патил е нейното отхвърляне на закон срещу „насилствената смяна на вярата“, приет от управляващата в щата индуистка националистическа партия Бхаратия джаната парти (BJP), но остро критикуван от редица християнски организации.
През юни 2007 г. ИНК предлага кандидатурата на П. Патил за поста 12-ти президент на страната, след като левите партии, подкрепящи коалиционното правителство, водено от Комунистическата партия, отхвърлят кандидатурата на вътрешния министър Шиврадж Патил (обвинен в „недостатъчно уважение към светските основи на Индия“). Номинацията на П. Патил е обоснована като „принос за подобряване на статута на индийските жени в годината на 60-ата годишнина от независимостта“. Десните партии, водени от BJP, атакуват П. Патил с остра критика, опитвайки се да съберат и оповестят възможно най-много компромати за П. Патил (за целта дори е създаден специален уебсайт „Know Pratibha Patil“). По-специално са повдигнати обвинения във финансови измами и натиск върху разследващите убийство, за което се твърди, че е извършено от брата на П. Патил. Въпреки това, тъй като ИНК и неговите съюзници притежават солидно мнозинство в избирателната колегия, Патил печели убедителна победа, получавайки почти два пъти повече гласове от десния кандидат, вицепрезидента Байрон Сингх Шекхават, и става първата жена президент в история на страната.
Патил става известна с това, че е похарчила повече средства за пътувания в чужбина и повече на брой от тези на предишните президенти – 12 пътувания, обхващащи 22 страни. Понякога е придружена от 11 члена на семейството ѝ, за нейните задгранични пътувания са похарчени общо 2,05 милиарда рупии.